# Luis Mayanés
Luis Mayanés (15 de janeiro de 1925 - faleceu em data incerta) foi um futebolista chileno. Ele competiu na Copa do Mundo FIFA de 1950, sediada no Brasil.